# 北巴蓋島
北巴蓋島是印度尼西亞西蘇門答臘省的島嶼，屬於明打威群島的一部分，座標2°42′S 100°5′E / 2.700°S 100.083°E，位於蘇門答臘島以西150公里、西普拉島以南和南巴蓋島以北，面積622.3平方公里，大部分土地被熱帶雨林覆蓋。